# Ponte de Noefefan

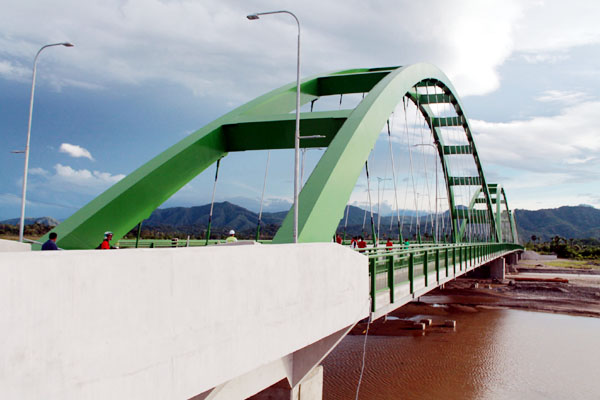
Ponte de Noefefan

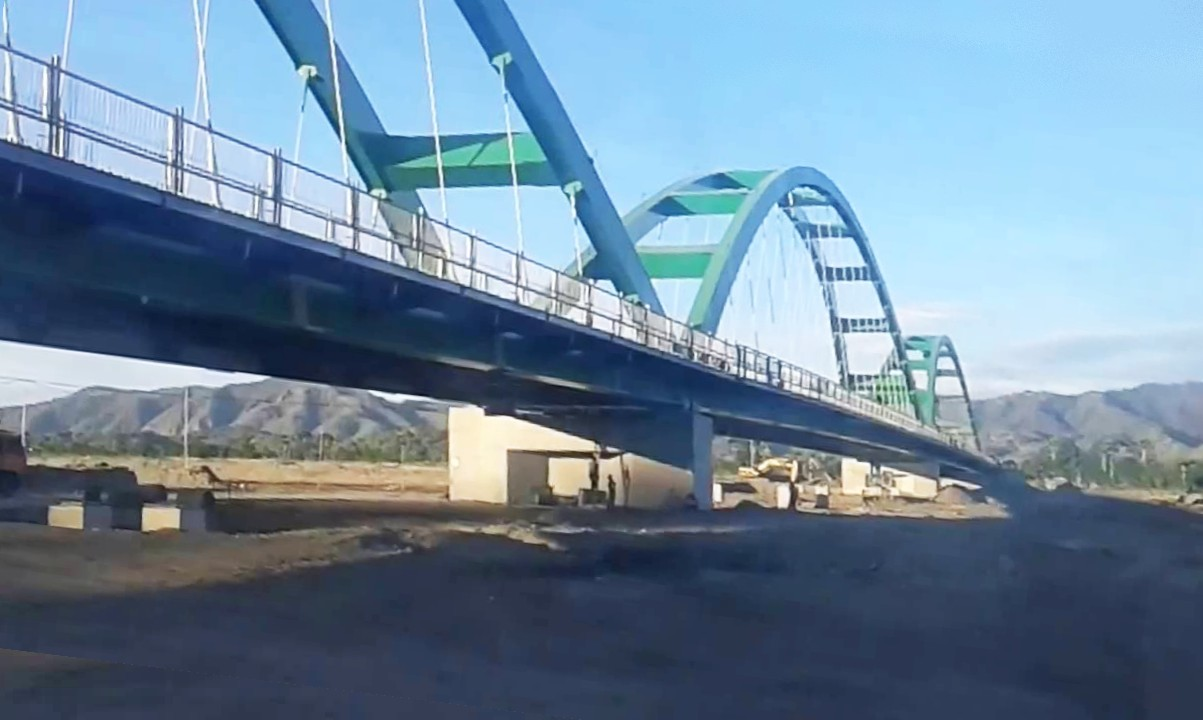
Ponte de Noefefan vista do leito seco do rio Tono

A Ponte de Noefefan é uma ponte sobre o rio Tono, em Timor-Leste. Foi inaugurada no dia 10 de junho de 2017, pelo presidente de Timor-Leste, Francisco Guterres.
A nova ponte —de 360 metros de comprimento, 20 metros de altura e com três arcos— conecta as regiões mais isoladas de Oecusse à capital regional de Pante Macassar, proporcionando acesso permanente a mercados, à balsa e ao aeroporto, mesmo na estação chuvosa (novembro a abril).